# シラス (人物)
シラス（古代ギリシア語: Σίλας 、英語: Silas）は、新約聖書の登場人物。
聖書によれば、アンティオキアに派遣された指導的な成員（使徒15:22）。預言者（使徒15:32）。ローマ人（使徒16:19、37-38）。
クリスチャンの間に割礼に関する問題が起きた時、エルサレム教会の代表者は会合を開き決定を下した（使徒15:1-32）。その決定を知らせる使者としてシラスとユダ (バルサバ)が遣わされた（使徒15:22）。アンティオキアの成員はその決定の手紙を歓び、シラスは兄弟たちを励まし強めた（使徒15:30-32）。その後、シラスは使徒パウロと共に第2回宣教旅行に出た（使徒15:40）。彼らは旅行中ピリピで捕らえられ、着物をはぎ取られ何度もむちで打たれ、二人は牢獄に監禁され足かせ台に繋がれた（使徒16:12、16:22-24）。それでもパウロとシラスは神に賛美の歌を歌い祈り続けていた。すると、大地震が起こり、牢獄の扉は開き、足かせは外れた（使徒16:25、26）。看守は恐れて自害しようとするが、パウロはそれを止めると、看守は二人の傷を洗い、看守とその家族はバプテスマを受けて信徒となった（使徒16:27-34）。その後、テサロニケに向かうが暴徒に襲われベレヤに逃げるが、暴徒たちは追いかけて来る（使徒17:1-13）。パウロは一人で旅を続け、シラスとテモテは意欲的な人々を援助するためにベレヤに留まる（使徒17:14）。シラスとテモテはコリントで再びパウロと合流する（使徒18:1-5、コリント二11:9）。